# Juan Andrés Daban y Busterino
Juan Andrés Daban y Busterino   (L'Almúnia de Sant Joan, 10 d'octubre de 1724 - 24 d'abril de 1793) fou un militar espanyol, governador de Puerto Rico. Fill de Juan Dabán Duga i Rosalia Busterino Consujes, el 1743 va ingressar com a voluntari a la infanteria d'Aragó, regiment de granaders on fou destinat a la Lombardia i Piemomt, al nord d'Itàlia on va participar en diferents batalles fins al 1748. Del 1749 fins al 1752 va estar al nord d'Africa i el 1757 va ser ascendit a capità i se li va assignar el 2n batalló d'infanteria del regiment d'Aragó. El 1762 va participar en la Batalla de l'Habana entre Espanya i Gran Bretanya que va suposar dos anys d'ocupació Britànica fins al tractat de París. Daban va sobreviure a la invasió sent anomenat Inspector de Tropes de Cuba. El 1764 va ser promocionat a sargent major i el 1766 a tinent coronel. En aquel mateix any va conèixer a qui seria la seva esposa Maria Catharina Urrutia i Montoya. De 1766 fins al 1771 va treballar sota les ordres del virrei i governador de Cuba Antonio Maria Bucareli i Ursúa. Des de 1773 va ser anomenat tinent governador i Inspector General de Tropes de Cuba. El 1782 va ser anomentat governador de Puerto Rico sent considerada la seva administració com una de les millors del segle XVIII:
- Va establir la Reial Fàbrica de Comerç, una empresa dedicada a facilitar el comerç mitjançant l'emmagatzematge de productes comprats o produïts a l'illa, a preus de mercat.[1]

- Va ser el primer governador que va creuar completament l'illa per conèixer-la millor, així com als seus habitants, fet que va augmentar la seva popularitat.[1]

- Va instaurar el primer servei postal utilitzant els canals de la milícia. Va utilitzar els missatgers de la milícia per distribuir cartes i paquets en les seves rutes habituals de desplaçament.[1]

- Va ordenar la pavimentació dels carrers del Vell San Juan amb les pedres de llast dels vaixells mercants. Aquesta pedra granit blava era prèviament extreta de les illes Canàries per ser carregada en les embarcacions i emmagatzemada al port de San Juan. Els cants van ser tallats en llambordes i disposats al llarg de la petita ciutat. L'empedrat blau es pot veure avui dia[Quan?] en alguns dels seus carrers.[1]

A petició seva, el 20 de maig de 1789, va marxar de Puerto Rico de retorn a Espanya. El 1792 va exercir de Governador de Badajoz i va morir als 68 anys, el 24 d'abril de 1793.